# Alfred Biolek
Alfred Biolek, né le 10 juillet 1934 à Fryštát (Tchécoslovaquie) et mort le 23 juillet 2021 à Cologne, est un artiste et producteur de télévision allemand.

## Biographie
Alfred Biolek est titulaire d'un doctorat en droit et est professeur honoraire à l' Académie des arts médiatiques (de) de Cologne.

## Récompenses et distinctions
- 1983 : Prix Adolf-Grimme
- 1993 : Deutscher Kritikerpreis
- 2008 : Goldene Kamera